# De förenade förbunden
De förenade förbunden var ett svenskt fackförbund inom Landsorganisationen (LO) som ursprungligen bildades 1905 under namnet Kemisk-tekniska, kvarn- och läderarbetareförbundet genom en sammanslagning av Kemisk-tekniska och kvarnindustriarbetareförbundet och Svenska läderarbetareförbundet. 

## Historia
- 1905 bildades förbundet genom ovannämnda sammanslagning och förste ordförande blev garvaren Carl Sandberg. Det hade vid starten 49 avdelningar med 1450 medlemmar.
- 1907 anslöt sig Svenska handskarbetareförbundet med 350 medlemmar och senare under samma år även buntmakarefackföreningarna. Det innebar att förbundet fick en alltmer otydlig karaktär vad beträffar medlemmarnas yrken och man bytte därför namn till De förenade förbunden.
- 1909 deltog förbundet i storstrejken vilket resulterade i att medlemsantalet halverades.
- 1911 lämnade handskmakarna förbundet och startade åter det egna Svenska handskarbetareförbundet.
- 1912 inrättades en arbetslöshetskassa.
- 1920 upplöstes Svenska handskarbetareförbundet och handskmakarna återinträdde i De förenade förbunden.
- 1924 överfördes kvarn-, jäst-, och margarinarbetarna till det nybildade Svenska livsmedelsarbetareförbundet varvid man tappade 2000 medlemmar.
- 1926 presenterades LO:s industriförbundsplan enligt vilken De förenade förbunden med sin heterogena medlemskår borde upphöra och medlemmarna tillföras Grov- och fabriksarbetareförbundet eller Svenska sko- och läderindustriarbetareförbundet. Detta krav från LO kom att påverka förbundet under hela dess fortsatta existens.
- 1941 överfördes förbundets textilarbetare till Svenska textilarbetareförbundet.
- 1950 hade förbundet 37 avdelningar med 5585 medlemmar.
- 1953 röstade 90 procent av medlemmarna mot en upplösning och för att förbundet skulle bibehållas i dess dåvarande form
- 1962 upphörde till sist förbundet och dess medlemmar fördelades på Svenska fabriksarbetareförbundet, Svenska sko- och läderindustriarbetareförbundet samt en mindre del som gick till Svenska pappersindustriarbetareförbundet.